# Ministerio de la Guerra (Japón)
El Ministerio de la Guerra (陸軍省 Rikugunshō?), fue un departamento gubernamental del Imperio del Japón encargado de los asuntos administrativos del Ejército Imperial Japonés. Existió de manera ininterrumpida desde 1872 a 1945. 
En el Ejército Imperial Japonés, el ministerio estaba a cargo de la administración militar ( 軍政 ' Gunsei '?), mientras que la Oficina del Estado Mayor del Ejército se encargaba del mando militar ( 軍令 ' Gunrei '?).

## Historia
El Ministerio del Ejército fue creado en 1872, junto con el Ministerio de la Armada, remplazando al Ministerio de de Asuntos Militares (兵部省 'Hyōbushō'?) del temprano Gobierno Meiji.
Inicialmente, el Ministerio del Ejército estaba encargando tanto de la administración como del mando operacional del Ejército Imperial Japonés. Sin embargo, la creación del  Estado Mayor del Ejército Imperial Japonés, en diciembre de 1878, limitó sus funciones al terreno administrativo. Su rol principal era el de asegurar el presupuesto del Ejército, procurarse tanto armamento como equipo y personal, establecer relaciones con la Dieta de Japón y el gabinete, así como encargarse de un amplio abanico de asuntos de política militar. 
El puesto de ministro del Ejército era de gran importancia política, y conllevaba un gran poder. Aunque estaba considera un miembro del Gabinete tras establecerse el sistema de gobierno ministerial en 1885, el ministro del Ejército respondía directamente ante el Emperador, como Comandante en Jefe de todas las Fuerzas Armadas japonesas, y no ante el primer ministro.
El puesto era ocupado generalmente por un General del Ejército Imperial Japonés en activo. Esta práctica se legisló con la "Ley de Oficiales en Activo como Ministros Militares" (軍部大臣現役武官制 Gumbu daijin gen'eki bukan sei?) en 1900 por el primer ministro Yamagata Aritomo para frenar la influencia de los partidos políticos en asuntos militares. Aunque fue abolida en 1913 durante la legislatura de Yamamoto Gonnohyōe, la ley volvería a proclamarse en 1936 por el primer ministro Hirota Kōki tras la insistencia del Estado Mayor del Ejército. La capacidad del Ejército Imperial Japonés de negarse a nominar a un ministro del Ejército les otorgó un poder de veto ofectivo sobre la formación o continuación de cualquier gobierno civil, lo que acabó siendo un factor determinando en la erosión de una democracia representativa y del fortalecimiento del Militarismo Japonés. 
Tras 1937, tanto el ministro del Ejército como el jefe del Estado Mayor del Ejército fueron miembros del Cuartel General Imperial. 
Con la derrota del Imperio del Japón en la Segunda Guerra Mundial, el Ministerio del Ejército fue abolido junto con el propio Ejército por orden de las Autoridades de ocupación estadounidenses en noviembre de 1945, y no sería reabierto por la Constitución de posguerra.

## Organización

Bandera de guerra del Ejército Imperial.

El Ministerio del Ejército y el Cuartel General Imperial estaban localizados en Ichigaya, actualmente parte de Shinjuku, Tokio.
- Secretario Adjunto del Ejército (Viceministro)
  - Oficina de Asuntos Militares
  - Oficina de Personal
  - Oficina de Armamento
  - Oficina de Servicios del Ejército
  - Oficina de Administración
  - Intendencia (Cuentas y Suministros)
  - Oficina de Asuntos Médicos
  - Oficina de Asuntos Jurídicos
  - Oficina de Movilización Económica (abolido en abril de 1945)
  - Departamento Aeronáutico

## Ministros del Ejército
|    | Nombre               | Inicio                   | Final                    | Contexto histórico                         |
| -- | -------------------- | ------------------------ | ------------------------ | ------------------------------------------ |
| 1  | Iwao Ōyama           | 22 de diciembre de 1885  | 17 de mayo de 1891       |                                            |
| 2  | Tomonosuke Takashima | 17 de mayo de 1891       | 8 de agosto de 1892      |                                            |
| 3  | Iwao Ōyama           | 8 de agosto de 1892      | 20 de septiembre de 1896 | Primera guerra sino-japonesa.              |
| 4  | Tomonosuke Takashima | 20 de septiembre de 1896 | 12 de enero de 1898      |                                            |
| 5  | Katsura Tarō         | 12 de enero de 1898      | 23 de diciembre de 1900  | Levantamiento de los bóxers.               |
| 6  | Gentarō Kodama       | 23 de diciembre de 1900  | 27 de marzo de 1902      |                                            |
| 15 | Masatake Terauchi    | 27 de marzo de 1902      | 30 de agosto de 1911     | Guerra ruso-japonesa.                      |
| 18 | Shinroku Ishimoto    | 30 de agosto de 1911     | 2 de abril de 1912       |                                            |
| 19 | Yūsaku Uehara        | 5 de abril de 1912       | 21 de diciembre de 1912  |                                            |
| 20 | Kigoshi Yasutsuna    | 21 de diciembre de 1912  | 24 de junio de 1913      |                                            |
| 22 | Yukihiko Kusunose    | 24 de junio de 1913      | 16 de abril de 1914      |                                            |
| 23 | Oka Ichinosuke       | 16 de abril de 1914      | 30 de marzo de 1916      | Batalla de Tsingtao.                       |
| 24 | Ōshima Ken'ichi      | 30 de marzo de 1916      | 29 de septiembre de 1918 | Disturbios por el arroz de 1918.           |
| 26 | Tanaka Giichi        | 29 de septiembre de 1918 | 9 de junio de 1921       |                                            |
| 27 | Yamanashi Hanzō      | 9 de junio de 1921       | 2 de septiembre de 1923  |                                            |
| 30 | Giichi Tanaka        | 2 de septiembre de 1923  | 7 de enero de 1924       |                                            |
| 31 | Kazushige Ugaki      | 7 de enero de 1924       | 20 de abril de 1927      |                                            |
| 34 | Yoshinori Shirakawa  | 20 de abril de 1927      | 2 de julio de 1929       |                                            |
| 35 | Kazushige Ugaki      | 2 de julio de 1929       | 14 de abril de 1931      |                                            |
| 36 | Minami Jirō          | 14 de abril de 1931      | 13 de diciembre de 1931  | Incidente de Mukden.                       |
| 37 | Sadao Araki          | 13 de diciembre de 1931  | 23 de enero de 1934      | Invasión japonesa de Manchuria.            |
| 39 | Senjūrō Hayashi      | 23 de enero de 1934      | 5 de septiembre de 1935  |                                            |
| 41 | Yoshiyuki Kawashima  | 5 de septiembre de 1935  | 9 de marzo de 1936       | Incidente del 26 de febrero.               |
| 42 | Hisaichi Terauchi    | 9 de marzo de 1936       | 2 de febrero de 1937     |                                            |
| 43 | Kōtarō Nakamura      | 2 de febrero de 1937     | 9 de febrero de 1937     |                                            |
| 44 | Hajime Sugiyama      | 9 de febrero de 1937     | 3 de junio de 1938       | Inicio de la segunda guerra sino-japonesa. |
| 46 | Seishirō Itagaki     | 3 de junio de 1938       | 30 de agosto de 1939     | Batalla de Jaljin Gol.                     |
| 48 | Shunroku Hata        | 30 de agosto de 1939     | 22 de julio de 1940      |                                            |
| 50 | Hideki Tōjō          | 22 de julio de 1940      | 22 de julio de 1944      | Inicio de la Segunda Guerra Mundial.       |
| 53 | Hajime Sugiyama      | 22 de julio de 1944      | 7 de abril de 1945       |                                            |
| 54 | Korechika Anami      | 7 de abril de 1945       | 14 de agosto de 1945     | Invasión soviética de Manchuria.           |
| 55 | Higashikuni Naruhiko | 14 de agosto de 1945     | 23 de agosto de 1945     |                                            |
| 56 | Shimomura Sadamu     | 23 de agosto de 1945     | 1 de diciembre de 1945   | Rendición de Japón.                        |